# Diego Cao/Nel buio/Juana
Diego Cao/Nel buio/Juana è un singolo di Milva, pubblicato dalla Ricordi del 1969.

## Descrizione
Nel 1969 Milva intraprende una turnè teatrale con lo spettacolo La cantata del mostro lusitano, diretto da Giorgio Strehler che intende rappresentare simbolicamente il tentativo della razza bianca di affermare la propria superiorità sui popoli sottosviluppati, uno spettacolo di forte impianto reazionario e anticapitalista. Dallo spettacolo, acclamato dalla critica, viene estratto un 45 giri contenente tre brani facenti parte del recital. 

## Tracce
1. Diego Cao (testo: Giorgio Strehler e Peter Weiss – musica: Fiorenzo Carpi)
2. Nel buio (testo: Giorgio Strehler e Peter Weiss – musica: Fiorenzo Carpi)
3. Juana (testo: Giorgio Strehler e Peter Weiss – musica: Bruno Nicolai)